# Mark Cueto
Mark John Cueto (Allerdale, 26 de diciembre de 1979) es un exjugador británico de rugby que se desempeñaba como fullback o wing.

## Carrera
Cueto desarrolló toda su carrera en los Sale Sharks, debutando en primera con 21 años en 2001 y retirándose en 2015.

## Selección nacional
Fue seleccionado por el XV de la Rosa en 2004 y jugó regularmente en ellos hasta su retiro internacional en 2012. En total disputó 55 partidos y marcó 100 puntos.

### Participaciones en Copas del Mundo
Disputó dos Copas del Mundo: Francia 2007 donde Inglaterra alcanzó el subcampeonato y Nueva Zelanda 2011 siendo eliminados en cuartos de final por Les Bleus.
| Mundial                       | Sede          | Resultado        | PJ | Tries |
| ----------------------------- | ------------- | ---------------- | -- | ----- |
| Copa Mundial de Rugby de 2007 | Francia       | Subcampeón       | 4  | 0     |
| Copa Mundial de Rugby de 2011 | Nueva Zelanda | Cuartos de final | 2  | 4     |

## British and Irish Lions
Fue convocado a los Lions para la gira a Nueva Zelanda 2005 donde jugó un test match.

## Palmarés
- Campeón de la Copa Desafío de 2001/02 y 2004/05.
- Campeón de la Aviva Premiership de 2005-06.